# جاك راندال كرافورد
جاك راندال كرافورد (بالإنجليزية: Jack Randall Crawford)‏‏ (1878 - 1968 ) روائي، وكاتب مسرحي، وناقد أدبي، وأستاذ جامعي، وصحفي من الولايات المتحدة.